# Jaskinia Melissani
Jaskinia Melissani znajduje się na wyspie Kefalinia w Grecji, około 5 km w kierunku północno-zachodnim od miasta Sami. Otoczona jest lasem, a jezioro znajdujące się w środku nazywane jest jeziorem Melissani. Jego dno jest kamieniste, a woda ma błękitną barwę.
W greckiej mitologii była to jaskinia nimf. Zapomniano o niej przez wiele wieków, aż do roku 1951, w którym to Grek Giannis Petrocheilos odkrył ją ponownie.